# Ion Budai-Deleanu
Ioan Budai-Deleanu (ur. 6 stycznia 1760 w Orăștie lub w Cigmău, zm. 24 sierpnia 1820 we Lwowie) – rumuński greckokatolicki duchowny, poeta, filolog, historyk i tłumacz; przedstawiciel rumuńskiego odrodzenia narodowego i tzw. szkoły siedmiogrodzkiej. Był twórcą jednego z systemów przepisywania języka rumuńskiego z cyrylicy na łacinę.

## Życie
Budai-Deleanu był synem greckokatolickiego duchownego. Studiował w seminarium duchownym w Blażu, potem także teologię, filozofię i filologię w Wiedniu, gdzie nawiązał znajomość z Samuilem Micu i Gheorghem Șincaiem. Po powrocie do Blażu nauczał w miejscowym seminarium. Z powodu odmowy przyjęcia święceń kapłańskich oraz poddania krytyce dogmatów religijnych wdał się w konflikt z blażskim biskupem Ioanem Bobem i w związku z tym wydarzeniem wyjechał z Siedmiogrodu. Od roku 1787 aż do swej śmierci mieszkał we Lwowie, gdzie pełnił m.in. funkcję urzędnika sądowego. Przebywając na emigracji, Budai-Deleanu utrzymywał stosunki z przedstawicielami rumuńskiego odrodzenia narodowego. Swoją działalnością polityczną i naukową wspierał rumuński ruch narodowy, szczególnie w rodzimej Transylwanii. Twórczość literacka Budai-Deleana zyskała popularność dopiero wiele lat po jego śmierci, w latach dwudziestych XX wieku.

## Twórczość
W jego dorobku są m.in.: poemat heroikomiczny Cyganiada (rum. Țiganiada lub Tabăra țiganilor, 1800–1812), wzorowany na Iliadzie Homera oraz na Monachomachii Ignacego Krasickiego, jak również łacińsko- oraz niemieckojęzyczne dzieła historyczne, etnograficzne i językoznawcze. W gramatyce języka rumuńskiego, pt. Fundamenta grammatices linguae romanicae  z 1812 r. Budai-Deleanu broni tezy o łacińskim pochodzeniu języka rumuńskiego. Budai-Deleanu jest także twórcą systemu zasad służących do poprawnego przepisywania języka rumuńskiego z cyrylicy na alfabet łaciński (łacinka miała zastąpić do tej pory używaną do zapisywania języka rumuńskiego cyrylicę). W dziele De originibus populorum Transilvaniae przedstawia teorię o kontynuacji rzymskiej kolonizacji obszarów starożytnej Dacji od czasów antycznych do jemu współczesnych. Budai-Deleanu był prawdopodobnie współautorem memoriału pt. Księga próśb Wołochów siedmiogrodzkich (łac. Supplex libellus Valachorum Transilvaniae, 1791) – jednego z najważniejszych dzieł przedstawicieli szkoły siedmiogrodzkiej.

## Dzieła
- 1791 – Supplex libellus Valachorum Transilvaniae (jako współautor).
- 1794 – Kurzgefasste Bemerkungen über Bukowina.
- 1800–1812 – Țiganiada lub Tabăra țiganilor.
- 1812 – Fundamenta grammatices linguae romanicae .
- Temeiurile gramaticii românești.
- Teoria ortografiei românești cu slove latinești.
- Lexicon româno-nemțesc și nemțesc-român, 6 tomów.
- De originibus populorum Transilvaniae.